# (21854) Brendandwyer
(21854) Brendandwyer (1999 TJ147) – planetoida z grupy pasa głównego asteroid okrążająca Słońce w ciągu 4,24 lat w średniej odległości 2,62 j.a. Odkryta 7 października 1999 roku.